# Hannah Maynard
Hannah Maynard, née Hannah Hatherly le 17 janvier 1834 à Bude (Royaume-Uni) et morte le 15 mai 1918 à Victoria (Colombie-Britannique) est une photographe canadienne, connue pour son travail de portraitiste et l'usage du photomontage pour ses créations photographiques. 

## Biographie
Hannah Hatherly est née à Bude, dans le sud-ouest de l'Angleterre. Elle se marie à Richard Maynard en 1852. La même année, le couple quitte l'Angleterre pour s'installer au Canada, dans la région de l'Ontario, où Hannah Maynard apprend la photographie,. Hannah et Richard Maynard s'installe en 1857 à Victoria, dans la région de la Colombie-Britannique, ville portière située près de Vancouver. La découverte de l'or dans la région entraine une migration importante de prospecteurs, dont font partie le couple Maynard. Richard Maynard est cordonnier et photographe-arpenteur, et Hannah Raynard créait son studio professionnel de photographie, où elle se spécialise dans le portait.   
Alors que son mari documente la région en photographiant les paysages, Hannah Maynard « attire une clientèle variée, essentiellement composée des notables et de commerçant de la ville ». Les portraits sont notamment présentés sur des cartes de visite « avec un travail élaboré de la lumière et des décors figurant à l'arrière plan ».  
À partir des années 1880, elle expérimente différentes techniques de photomontage, qui l'amène a rassembler sur une même pas une multitude de portraits d'enfants, à l'image des Gems of British Columbia. Ses photomontages lui apporte une véritable popularité dans l'Amérique du Nord. La photographe expérimente l'exposition multiple où elle se met en scène dans des compositions de style « onirique ou humoristique ».  
En 1897, elle devient la première photographe a travailler officiellement pour le département de la police de Victoria, fonction qu'elle exerce jusqu'en 1903.  

## Galerie

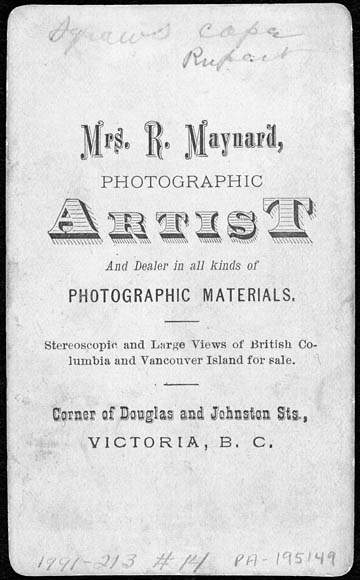
Verso d'une carte de visite du studio d'Hannah Maynard  ca. 1868-1878
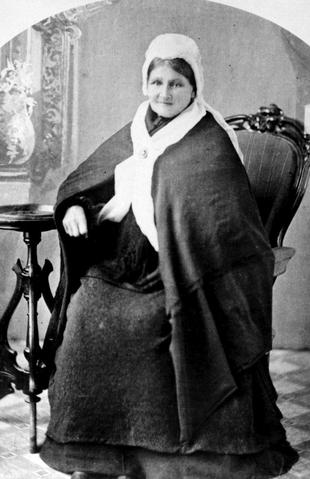
Lady Amelia Connolly Douglas. 1862 (femme du Gouverneur James Douglas)
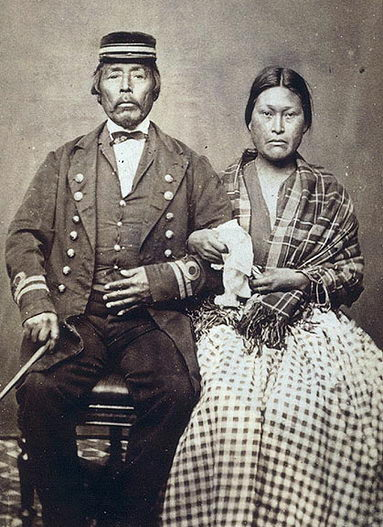
Capitaine Jack et sa femme. c. 1868 (couple Kwakwakaʼwakw)
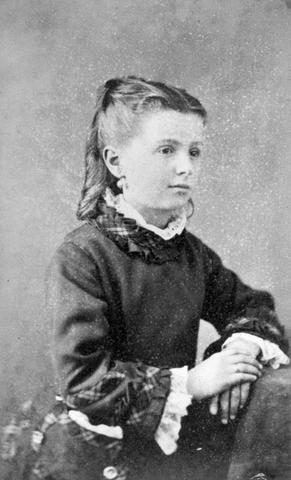
Laura Lillian Maynard. 1874
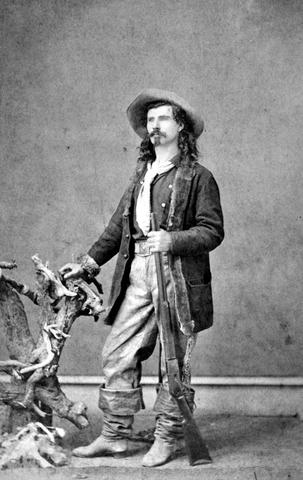
John Wallace Crawford. c. 1878
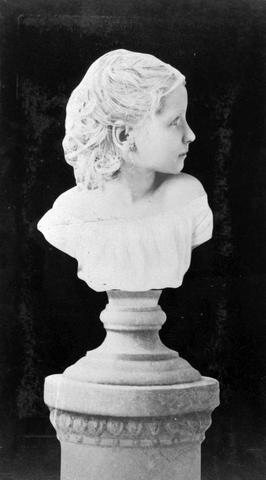
Buste de jeune fille. c. 1882
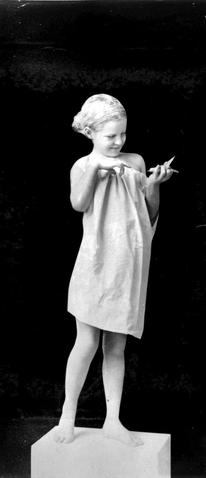
Fille portant un oiseau. Living Statuary series. 1884
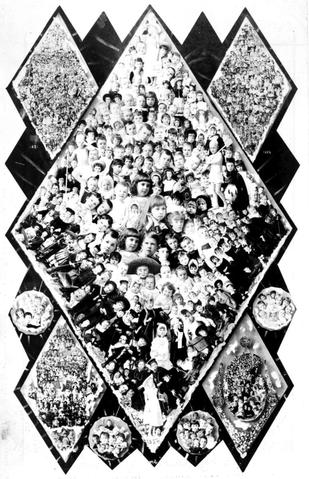
Gems of British Columbia. 1885
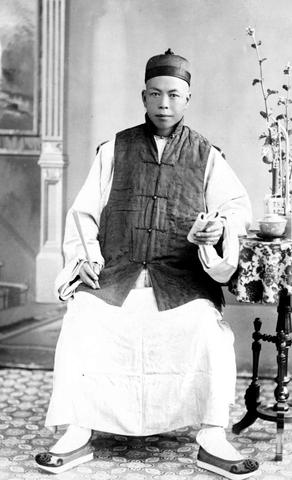
Ah Foo. c. 1885
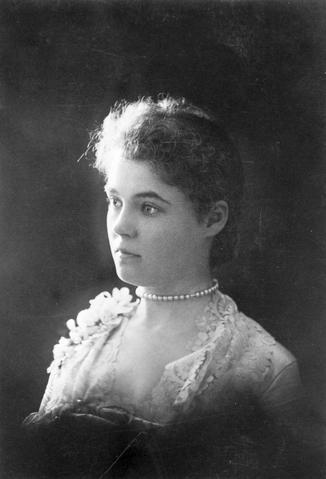
Unidentified woman. c. 1890
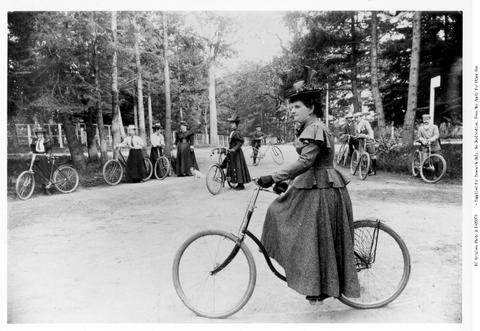
Hannah Maynard à vélo. c. 1892
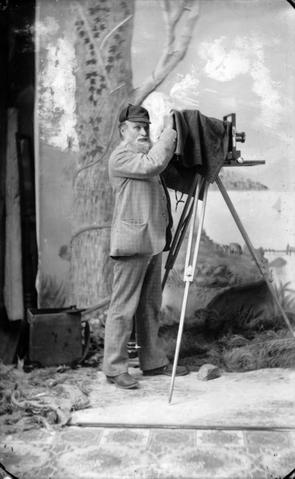
Richard Maynard. 1890s
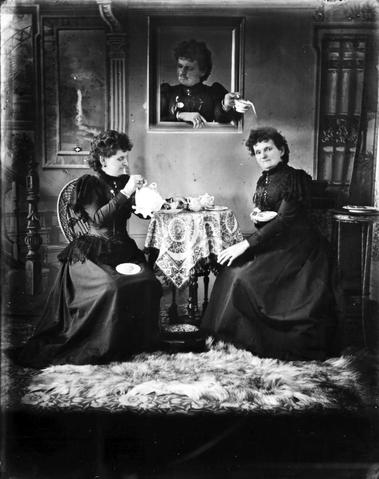
Autoportrait avec l'exposition multiple c. 1893
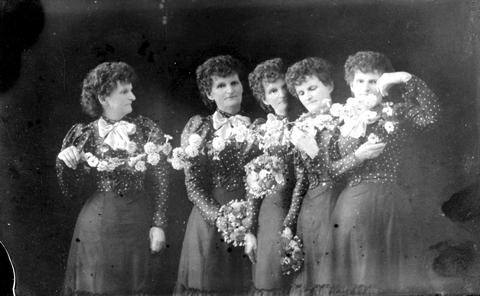
Autoportrait avec l'exposition multiple c. 1895
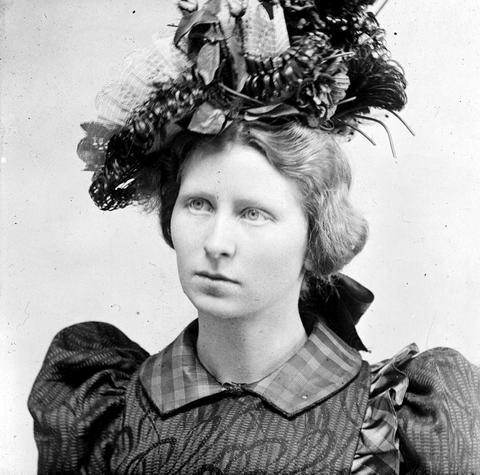
Belle Adams (Victoria Police Department photo). 1898